# Общество тройной девятки
Общество тройной девятки (ОТД) — международная организация, принимающая в члены только тех, кто может доказать, что их коэффициент интеллекта (IQ) находится на уровне верхней одной тысячной населения, то есть выше, чем у 99,9 % всех людей. Этот уровень соответствует отметке IQ 149 при стандартном отклонении в 16 пунктов шкалы или 146 при стандартном отклонении в 15 пунктов. Для сравнения: более известное общество Менса принимает всех, чей IQ находится на уровне верхних 2 % населения, что соответствует отметке IQ 132 при стандартном отклонении в 16 пунктов шкалы.
Основали ОТД в 1978 году несколько человек, покинувших ISPE. По состоянию на 2024 год в Обществе тройной девятки состоит более 1900 членов из 39 стран мира, хотя большинство проживает в США. Общество выпускает журнал под названием Видия и поддерживает дискуссионные форумы в Интернете. В качестве доказательства уровня IQ принимаются только результаты тестов, проводимых под наблюдением официальных лиц. Список этих тестов и оценок за них, позволяющих быть принятым в ОТД, можно найти на официальной странице общества.